# Drymus ryeii
Drymus ryeii är en insektsart som beskrevs av Douglas och Scott 1865. Drymus ryeii ingår i släktet Drymus, och familjen fröskinnbaggar. Arten är reproducerande i Sverige.